# Луцка и Волинска епархия
Луцка и Волинска епархия е историческа епархия на Галицката, а след това на Киево-литовската митрополия на Вселенската патриаршия.

## История
От времето на покръстването на Рус земите на днешната Луцка епархия са част от Владимиро-Волинската епархия, а през 1288 г. в Луцк е създадена самостоятелна катедра. Новоучредената епархия в гражданско отношение е в рамките на Галицко-Волинското княжество, а в църковно-канонично – към Галицката митрополия през периодите 1303 – 1308, 1345 – 1347, 1371 – 1378 г. и под юрисдикцията на Киево-литовската митрополия в периодите 1356 – 1362 и 1415 – 1419 г.
През 1336 – 1337 г. Волиния попада под върховенството на литовските князе. Православният литовски княз Любарт със своя грамота осигурява права на луцките владики, построява замък и катедрала в Луцк в чест на апостол Йоан Богослов. Неговите наследници, които отначало клонят към православието, в крайна сметка приемат римокатолицизма, влизат в тесен съюз с Полското кралство и започват да потискат православните, допринасяйки за разпространението на римокатолицизма сред тях. В резултат на използването от Ватикана на нови форми на пропаганда и униатството, натискът върху православните се увеличава. През 1596 г. епископ Кирил Терлецки от Луцк подписва Брестката уния, временно лишавайки останалото вярно на православието паство от йерархична организация, и по този начин от държавно признание, които то все още е използвало. Епархията обаче продължава да съществува: през 1625 г. в нея влизат земите на Владимиро-Волинска и Ковелска епархия, много православни шляхтичи създават манастири, училища, типографии, където се издава църковно-полемична литература. Потисничеството от страна на униатите е една от причините за казашките въстания. Луцките православни свещеници продължават своето служение в Жечпосполита до 1712 г. (по-дълго от всички други). През 1715 г. Кирил (Шумлянски), получил благословия от Киевския митрополит, напуска Луцк под натиска на униатите и правителството на Жечпосполита и отива в Хетманшчината, а епархията най-накрая приема унията.
Едва след втората подялба на Полша през 1793 г., под покровителството на Руската империя, православната епархиална организация на Волиния започва да се възражда. За Западна Украйна и Беларус е създадена Минската епархия, в която през 1795 г. е образуван Житомирският викариат, който през 1799 г. е превърнат в независима Волинска епархия. Между 1921 и 1939 г. земите на Западна Волиния стават част от Полската република и попадат под юрисдикцията на Полската православна църква, на която Константинополската патриаршия предоставя правата на бившата Киевска митрополия. През тези години е възстановена катедрата в Луцк като викариат на Волинската катедра.
През 1939 г. западноволинските земи са обединени с Украйна като част от СССР, местният епископат, след поднасянето на покаяние, е приет под омофора на Руската православна църква.
През 1940 г. от Волинската е отделена независимата Луцка епархия, начело с архиепископ Николай Ярушевич, патриаршеският екзарх на Западна Украйна. Германската окупация след юни 1941 г. води до прекратяване на връзките с Московската патриаршия и допринася за разкол и формирането на Украинската автокефална православна църква, начело с архиепископ Поликарп Сикорски. Тези, които остават верни на Руската църква, са преследвани, тероризирани и убивани. През 1943 – 1944 г. автокефалните епископи бягат с отстъплението на германските войски и контактът с Московската патриаршия е възстановен. през 1945 г. Луцката епархия престава да съществува, а катедралато „Света Троица“ в Луцк става катедра на Волинската епархия.

## Исторически имена
- Луцка (1288 – 1326 / 1356)
- Луцка и Острожка (1326/1356 – 1712)
- Луцка (викарска) (1922 – 1944)

## Архипастири
Луцка епархия
- Теодосий Скопец (ок. 1325 – 1327)
- Теодор
- Йоан
- Сава
- Дионисий
- Теодосий
- Мартиниан
- Евтимий
- Алексий
- Йона (1491/2 – 1495)
- Кирил (1495 – 1526)
- Пафнутий (1526 – 1528)
- Макарий Москвитянин (от 24 април 1528)
- Арсений
- Теодосий Гулевич (1540 – 1548)
- Георгий Фалчевски
- Йоасаф/Йосиф
- Йона Борзобогати-Красненски (1566 – 26 декември 1569)
- Кирил Терлецки (1585 – 1596)
- Исаакий Борискович (януари 1623 – 1629)
- Афанасий Пузина (1632 – 25 октомври 1650)
- Дионисий Болобан-Тукалски (1656 – 1657)
- Гедеон Четвертински (1660 – 8 ноември 1685)
- Афанасий Шумлянски (1685 – 1694)
- Дионисий Жабокрицки (1700 – 1709)
- Кирил Шумлянски (1711 – 1712)

Луцки викариат на Волинската епархия на Полската православна църква
- Алексий Громадски (21 април 1922 – 20 април 1923)
- Поликарп Сикорски (10 април 1932 – 1940)

Луцка епархия на Украинската автономна православна църква на Московската патриаршия
- Йов Кресович (24 юли 1942 – 6 юни 1943)

Луцка епархия на Украинската екзархия на Руската православна църква
- Максим Бачински (13 май – 23 май 1944 г.)
- Николай Чуфаровски (23 май 1944 г. – 3 януари 1945 г.)